# Полисадов, Григорий Афанасьевич
Григорий Афанасьевич Полисадов (1836 — после 1911) — российский писатель.

## Биография
Родился в селе Чирково в семье священника Владимирской губернии. В 1857 году завершил курс обучения во Владимирской духовной семинарии, а в 1861 году окончил Санкт-Петербургскую духовную академию, получив сначала степень кандидата, а через два года магистра богословия. С 1861 года на протяжении примерно семи лет преподавал, позже более тридцати лет был инспектором Нижегородской духовной семинарии.
Свою литературную деятельность начал в 1860-х годах с очерков быта сельского духовенства, помещавшихся в журнале «Странник» (1860—1880): «Мирская помощь у сельского священника», «Зимний вечер», «Светлое воскресение в селе», «Сельский учитель-священник», «Сиротская доля», «Старое и новое в жизни сельского духовенства», «Жертвы неразумного воспитания», «Односельцы». Такие же рассказы он помещал и в «Духе христианина» («Незавидная доля», «Вечер светлого дня»). Все эти повести Полисадова отличались, по мнению критиков, знанием семейного быта духовенства и большой правдивостью. В журналах «Солдатская беседа» и «Странник» Полисадов напечатал очерки из народного быта: «Беглая», «Испорченная», «Добрая и худая слава», «Ангел-хранитель», «Старый вяз», «Нет худа без добра» и другие. В 1864—1870 годах был редактором газеты «Нижегородские епархиальные ведомости», для которой сам же много писал. Состоял также в комитете церковного древлехранилища при Нижегородской духовной семинарии. Последние годы жизни провёл в Москве. Был жив в 1911 году, но точная дата смерти не установлена.

## Издания
Рассказ Полисадова «Беглая» вместе с статьёй А. Погосского «Суд Богочеловека в Иерусалиме на празднике Кущей» был издан отдельной книжкой под заглавием «Суд людской и Божий» (1886); по отзыву «Систематического обзора русской народно-учебной литературы» (1878), она принадлежал к числу «лучших книг» для чтения «взрослым простолюдинам» и оканчивающим курс в народных училищах.
Другие труды Полисадова (кроме нескольких биографий, некрологов, слов и поучений):
- «Очерк быта сельских священников и их семейств в 40-х и 50-х гг. нынешнего столетия» («Нижегородские епархиальные ведомости», 1892, № 5, 6 и 7),
- «Путевые очерки и рассказы» (там же, № 19, 21 и 22),
- «Честный труд поселянина» (ib. 1893, № 3 и 4),
- «Две дороги и две доли» (там же, 1895, № 19 и 20),
- «Первая и последняя Пасха» («Нижегородские губернские ведомости», 1894, № 16, 18 и 19),
- «За себя и за своих односельцев» (там же, 1896, № 35—38).